# Michail Andrejewitsch Belosselski

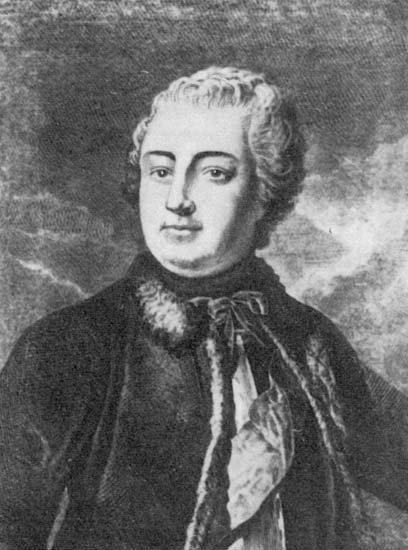
Michail Andrejewitsch Belosselski

Fürst Michail Andrejewitsch Belosselski (russisch Михаил Андреевич Белосельский) (* 1. November 1702; † 19. Januar 1755 in Sankt Petersburg) war ein russischer Vizeadmiral.

## Leben
Er entstammte dem alten russischen Fürstengeschlecht Belosselski. Sein Vater war Fürst Andrei Iwanowitsch Belosselski. Der erste Träger des Fürstentitels Belosselski Gawril Feodorowitsch lebte im 16. Jahrhundert und war der Urgroßonkel des letzten apanagierten Fürsten Juri Wassiljewitsch aus dieser Linie. Michail Andrejewitsch Belosselski trat 1717 in die russische Marine ein und wurde Vertrauter von Zar Peter I. 1719 segelte er auf der Esperance nach Lübeck. 1721 diente er im Rang eines Unteroffiziers. 1725 segelte er auf dem Flaggschiff Alexander. 1732 stieg er zum Kommandeur auf und 1733 zum Leutnant.
1736 wurde ihm vorgeworfen Gerüchte über Großfürstin Katharina Iwanowna verbreitet zu haben. 1739 agierte er als Major des 9. Infanterieregiments und 1740 als Oberst. 1747 erhielt er den Rang eines Vizeadmirales. 17147 ließ er in Sankt Petersburg einen Palast erbauen. Der im französischen Stil errichtete Bau war kleiner als der heutige Palast und verfügte über einen großen Garten. 1748 reiste er mit Zarin Elisabeth Petrowna nach Moskau. 1749 wurde er aus dem Admiralskollegium entlassen, behielt jedoch die Stellung eines Berichterstatters für Marineangelegenheiten am Zarenhof. Er starb 1755 im Alter von 52 Jahren an der Schwindsucht.

## Familie

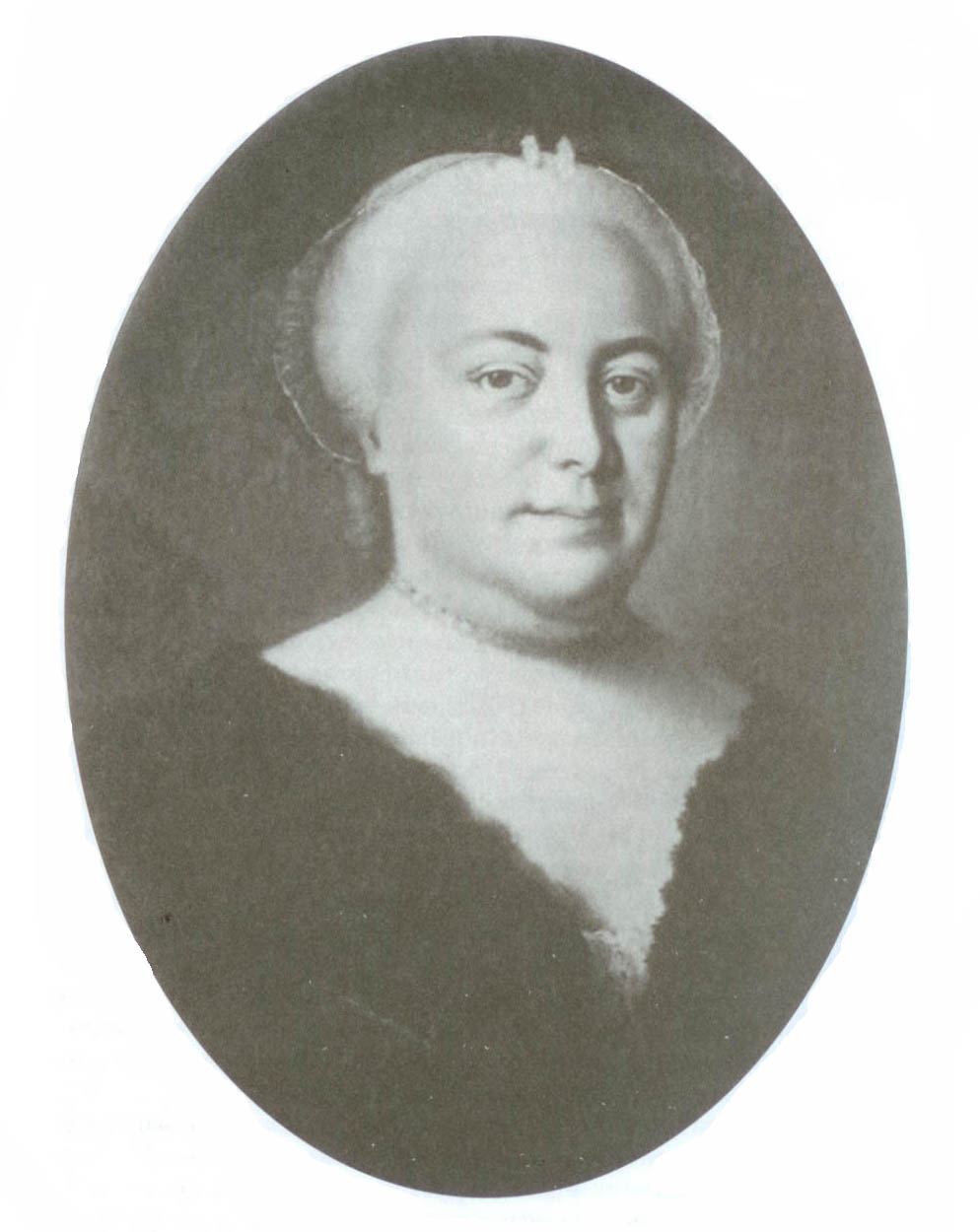
Natalja Belosselski-Beloserski

Michail Andrejewitsch Belosselski war in erster Ehe mit Akulina Iwanowna Boltina († 1730) und in zweiter Ehe mit Natalja Grigorjewna Tschernyschowa (1711–1760) Tochter des Grafen Grigori Petrowitsch Tschernyschow verheiratet. Aus der Ehe gingen mehrere Kinder hervor. Sein jüngster Sohn war Fürst Alexander Michailowitsch Belosselski. 1799, gewährte Zar Paul I. ihm die Führung des Doppelnamens Belosselski-Beloserski, in Anlehnung an den alten Titel Belosersk. 1823 bestätigte Zar Alexander I. diese Ermächtigung.

## Auszeichnungen
- 1747 Russischer Orden der Heiligen Anna
- 1748 Russischer Alexander-Newski-Orden